# Zweden op het wereldkampioenschap voetbal 2006

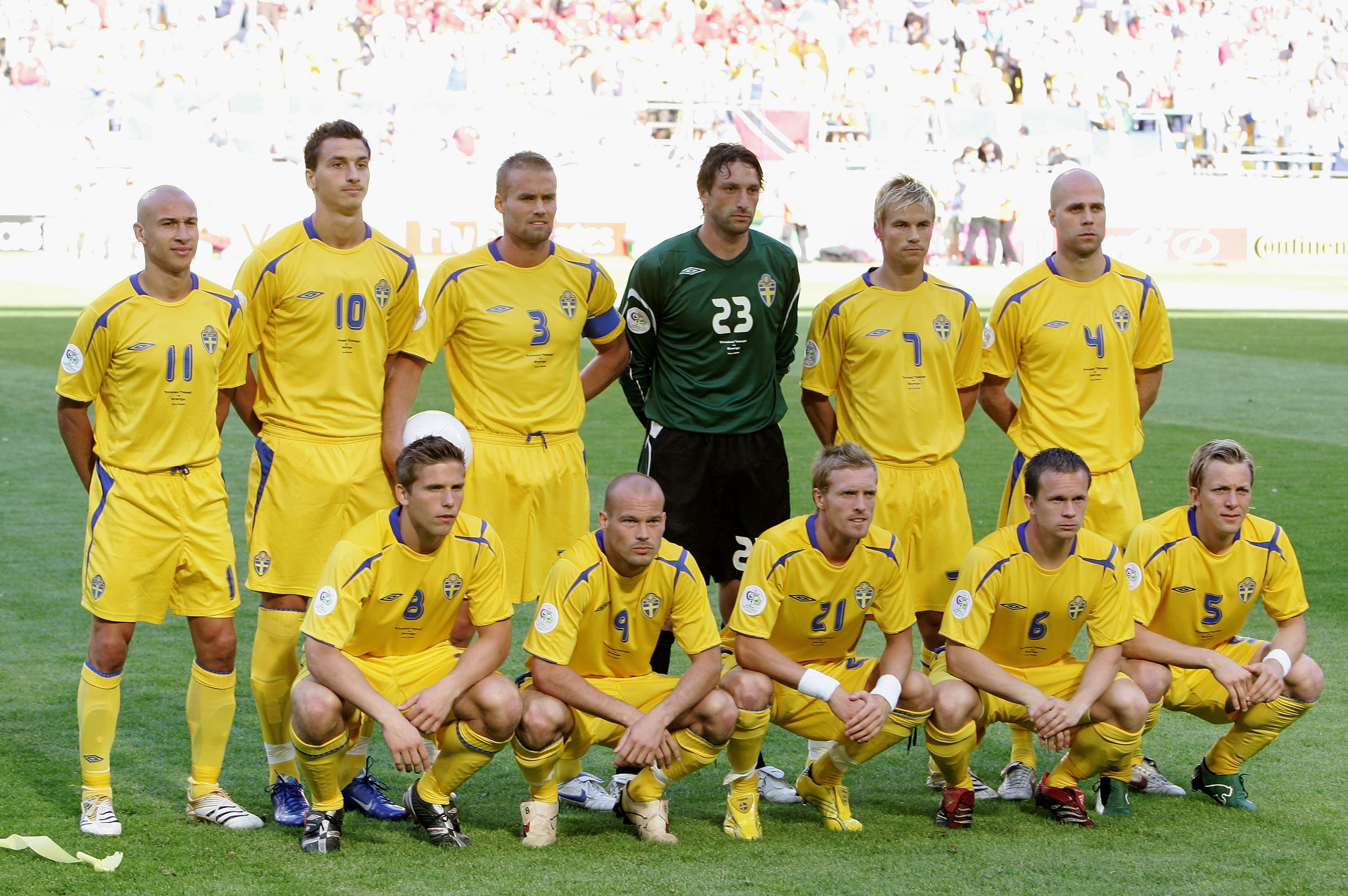
Zweeds elftal in 2006

Zweden was een van de 32 deelnemende landen aan het Wereldkampioenschap voetbal 2006. Het land deed voor de elfde keer in de historie mee. De beste prestatie van Zweden was de tweede plaats die men in 1958 in eigen land behaalde. In de finale was Brazilië met 5-2 te sterk. Verder behaalde Zweden nog drie keer de halve finale, tweemaal werd het derde en eenmaal vierde. De laatste keer dat Zweden het WK miste was in 1998.

## Kwalificatie
Als lid van de UEFA speelde Zweden in de achtste van acht groepen waarin alle landen deelnamen. Ieder land ontmoette elkaar in zowel een thuis- als een uitwedstrijd, de groepsindeling was aan de hand van resultaten in het verleden en een daaraan gekoppelde loting bepaald. Alleen de groepswinnaar zou zich rechtstreeks kwalificeren, terwijl de nummer twee het zou mogen opnemen tegen een nummer twee uit een andere groep, mits dat land het best geklasseerde land op de tweede plaats was, ook dan was rechtstreekse kwalificatie een feit.
Samen met Kroatië en Bulgarije behoorde Zweden tot de grootste kanshebbers op een rechtstreeks ticket naar het WK. In de onderlinge duels werd er tweemaal met 3-0 gewonnen van Bulgarije. De Bulgaren presteerden verder middelmatig en moesten op ruime afstand genoegen nemen met de derde plaats in de groep. Tegen Kroatië ging Zweden tot tweemaal toe onderuit. Een gelijkspel tegen Malta, Bulgarije en Hongarije zorgde er echter voor dat beide landen in punten op gelijke hoogte kwamen. Ondanks het betere doelsaldo van Zweden ging Kroatië als groepswinnaar naar het WK dankzij het onderlinge resultaat. Zweden mocht zich eveneens opmaken voor het WK toen bleek dat zij het best geklasseerde land waren van alle als tweede geplaatste landen.

### Wedstrijden
| 4 september, 2004 | Malta     | 0 – 7 | Zweden    |
| 8 september, 2004 | Zweden    | 0 – 1 | Kroatië   |
| 9 oktober, 2004   | Zweden    | 3 – 0 | Hongarije |
| 13 oktober, 2004  | IJsland   | 1 – 4 | Zweden    |
| 26 maart, 2005    | Bulgarije | 0 – 3 | Zweden    |
| 4 juni, 2005      | Zweden    | 6 – 0 | Malta     |
| 3 september, 2005 | Zweden    | 3 – 0 | Bulgarije |
| 7 september, 2005 | Hongarije | 0 – 1 | Zweden    |
| 8 oktober, 2005   | Kroatië   | 1 – 0 | Zweden    |
| 12 oktober, 2005  | Zweden    | 3 – 1 | IJsland   |

### Ranglijst groep
| Land      | Wed | Win | Gel | Ver | DV | DT | +/- | Pnt |
| --------- | --- | --- | --- | --- | -- | -- | --- | --- |
| Kroatië   | 10  | 7   | 3   | 0   | 21 | 5  | +16 | 24  |
| Zweden    | 10  | 8   | 0   | 2   | 30 | 4  | +26 | 24  |
| Bulgarije | 10  | 4   | 3   | 3   | 17 | 17 | +0  | 15  |
| Hongarije | 10  | 4   | 2   | 4   | 13 | 14 | -1  | 14  |
| IJsland   | 10  | 1   | 1   | 8   | 14 | 27 | -13 | 4   |
| Malta     | 10  | 0   | 3   | 7   | 4  | 32 | -28 | 3   |

### Ranglijst tweede plaatsen
| Land        | Wed | Win | Gel | Ver | DV | DT | +/- | Pnt |
| ----------- | --- | --- | --- | --- | -- | -- | --- | --- |
| Zweden      | 10  | 8   | 0   | 2   | 30 | 4  | +26 | 24  |
| Polen       | 10  | 8   | 0   | 2   | 27 | 9  | +18 | 24  |
| Tsjechië    | 10  | 7   | 0   | 3   | 23 | 11 | +12 | 21  |
| Spanje      | 10  | 5   | 5   | 0   | 19 | 3  | +16 | 20  |
| Zwitserland | 10  | 4   | 6   | 0   | 18 | 7  | +11 | 18  |
| Noorwegen   | 10  | 5   | 3   | 2   | 12 | 7  | +5  | 18  |
| Slowakije   | 10  | 5   | 5   | 1   | 17 | 7  | +10 | 17  |
| Turkije     | 10  | 4   | 5   | 1   | 13 | 9  | +4  | 17  |

## Groep B
| Land               | Wed | Win | Gel | Ver | DV | DT | +/− | Pnt |
| ------------------ | --- | --- | --- | --- | -- | -- | --- | --- |
| Engeland           | 3   | 2   | 1   | 0   | 5  | 2  | 3   | 7   |
| Zweden             | 3   | 1   | 2   | 0   | 3  | 2  | 1   | 5   |
| Paraguay           | 3   | 1   | 0   | 2   | 2  | 2  | 0   | 3   |
| Trinidad en Tobago | 3   | 0   | 1   | 2   | 0  | 4  | –4  | 1   |

Trinidad en Tobago was samen met Angola en Togo de grote verrassing tijdens de WK-kwalificatie, het werd gecoacht door de Nederlander Leo Beenhakker. Op het WK zette de eilandengroep de goede resultaten door door doelpuntloos gelijk te spelen tegen Zweden. Trinidad en Tobago speelde bijna de hele tweede helft met tien man, omdat Avery John een tweede gele kaart ontving na een vliegende tackle. Het gevreesde spitsenduo Zlatan Ibrahimovic en Henrik Larsson misten veel kansen, de op het laatste moment ingezette doelman Shaka Hislop blonk uit en het team van Beenhakker hield knap stand. Ook tegen Engeland hield Trinidad en Tobago het lang vol, in de 83e minuut scoorde Peter Crouch, het doelpunt was omstreden, omdat Crouch kopte terwijl hij aan de rasta-haren van Brent Sancho trok. In de laatste wedstrijd was de pijp leeg, Trinidad en Tobago verloor kansloos met 2-0 van Paraguay mede door een eigen doelpunt van Sancho. Desondanks was de bescheiden eilandengroep trots, Beenhakker werd geridderd.
De Engelse voetbalbond verlengde het contract met de Zweed Sven-Goran Eriksson tot en met 2008. In januari werd Eriksson benaderd door een Arabier om manager van Aston Villa te worden, de sjeik bleek een verslaggever van News of the World te zijn en Eriksson trapte erin. De FA en Eriksson kwamen overeen, dat het contract verkort werd tot en met het WK. Er waren ook personele problemen, vlak voor het WK raakt Wayne Rooney geblesseerd aan zijn enkel, hij ging toch mee naar het WK, maar  zou de eerste wedstrijden hoogstens kunnen invallen.
Paraguay was als eerste land uitgeschakeld, het verloor zowel van Engeland als van Zweden met 1-0, de laatste wedstrijd door een doelpunt van Fredrik Ljungberg vlak voor tijd. De laatste wedstrijd in de groep ging om de groepswinst, Zweden - Engeland eindigde in 2-2. Memorabel waren de eerste twee doelpunten, Joe Cole opende de score namens Engeland met een lob buiten het strafschopgebied, de gelijkmaker van Marcus Allbäck was de 2.000ste goal tijdens een wereldkampioenschap.
|                                               |                   |       |          |                                                                                   |
| 10 juni 2006 «onderlinge duels» 15:00 (UTC+2) | Engeland          | 1 – 0 | Paraguay | Commerzbank-Arena, Frankfurt Toeschouwers: 48.000 Scheidsrechter: Marco Rodríguez |
| 10 juni 2006 «onderlinge duels» 15:00 (UTC+2) | Gamarra 3' (e.d.) |       |          | Commerzbank-Arena, Frankfurt Toeschouwers: 48.000 Scheidsrechter: Marco Rodríguez |

|                                               |                    |       |        |                                                                                 |
| 10 juni 2006 «onderlinge duels» 18:00 (UTC+2) | Trinidad en Tobago | 0 – 0 | Zweden | Signal Iduna Park, Dortmund Toeschouwers: 62.959 Scheidsrechter: Shamsul Maidin |
| 10 juni 2006 «onderlinge duels» 18:00 (UTC+2) |                    |       |        | Signal Iduna Park, Dortmund Toeschouwers: 62.959 Scheidsrechter: Shamsul Maidin |

|                                               |                          |       |                    |                                                                                   |
| 15 juni 2006 «onderlinge duels» 18:00 (UTC+2) | Engeland                 | 2 – 0 | Trinidad en Tobago | easyCredit-Stadion, Neurenberg Toeschouwers: 41.000 Scheidsrechter: Toru Kamikawa |
| 15 juni 2006 «onderlinge duels» 18:00 (UTC+2) | Crouch 83' Gerrard 90+1' |       |                    | easyCredit-Stadion, Neurenberg Toeschouwers: 41.000 Scheidsrechter: Toru Kamikawa |

|                                               |               |       |          |                                                                           |
| 15 juni 2006 «onderlinge duels» 21:00 (UTC+2) | Zweden        | 1 – 0 | Paraguay | Olympiastadion, Berlijn Toeschouwers: 72.000 Scheidsrechter: Ľuboš Micheľ |
| 15 juni 2006 «onderlinge duels» 21:00 (UTC+2) | Ljungberg 89' |       |          | Olympiastadion, Berlijn Toeschouwers: 72.000 Scheidsrechter: Ľuboš Micheľ |

|                                               |                         |       |                         |                                                                                  |
| 20 juni 2006 «onderlinge duels» 21:00 (UTC+2) | Zweden                  | 2 – 2 | Engeland                | RheinEnergieStadion, Keulen Toeschouwers: 45.000 Scheidsrechter: Massimo Busacca |
| 20 juni 2006 «onderlinge duels» 21:00 (UTC+2) | Allbäck 51' Larsson 90' |       | 34' J. Cole 85' Gerrard | RheinEnergieStadion, Keulen Toeschouwers: 45.000 Scheidsrechter: Massimo Busacca |

|                                               |                              |       |                    |                                                                                           |
| 20 juni 2006 «onderlinge duels» 21:00 (UTC+2) | Paraguay                     | 2 – 0 | Trinidad en Tobago | Fritz-Walter-Stadion, Kaiserslautern Toeschouwers: 46.000 Scheidsrechter: Roberto Rosetti |
| 20 juni 2006 «onderlinge duels» 21:00 (UTC+2) | Sancho 25' (e.d.) Cuevas 86' |       |                    | Fritz-Walter-Stadion, Kaiserslautern Toeschouwers: 46.000 Scheidsrechter: Roberto Rosetti |

24 juni 2006
| Duitsland | 2 - 0 | Zweden | Allianz Arena, München |

## Wedstrijden gedetailleerd
Wereldkampioenschap voetbal 2006 (Groep B) Trinidad en Tobago - Zweden
Wereldkampioenschap voetbal 2006 (Groep B) Zweden - Paraguay
Wereldkampioenschap voetbal 2006 (Groep B) Zweden - Engeland
Wereldkampioenschap voetbal 2006 (achtste finale) Duitsland - Zweden
SvFF · A-internationals · Selecties · Bondscoaches · Zweeds vrouwenelftal · Olympisch elftal · Zweden U21 · Zweden U20 · Zweden U19 · Zweden U18 · Zweden U17 · Zweden U16 · Vrouwen U17
1908 – 1919 ·
1920 – 1929 ·
1930 – 1939 ·
1940 – 1949 ·
1950 – 1959 ·
1960 – 1969 ·
1970 – 1979 ·
1980 – 1989 ·
1990 – 1999 ·
2000 – 2009 ·
2010 – 2019 ·
2020 − 2029
EK 1960 · 
EK 1964 · 
EK 1968 · 
EK 1972 · 
EK 1976 · 
EK 1980 · 
EK 1984 · 
EK 1988 · 
EK 1992 ·
EK 1996 · 
EK 2000 ·
EK 2004 ·
EK 2008 ·
EK 2012 · 
EK 2016 · 
EK 2020
WK 1930 · 
WK 1934 ·
WK 1938 ·
WK 1950 ·
WK 1954 · 
WK 1958 ·
WK 1962 · 
WK 1966 · 
WK 1970 ·
WK 1974 ·
WK 1978 ·
WK 1982 · 
WK 1986 · 
WK 1990 ·
WK 1994 ·
WK 1998 · 
WK 2002 ·
WK 2006 ·
WK 2010 · 
WK 2014 · 
WK 2018
OS 1908 · 
OS 1912 · 
OS 1920 · 
OS 1924 · 
OS 1928 · 
OS 1932 · 
OS 1936 · 
OS 1948 · 
OS 1952 · 
OS 1956 · 
OS 1964 · 
OS 1968 · 
OS 1972 · 
OS 1976 · 
OS 1980 · 
OS 1984 · 
OS 1988 · 
OS 1992 · 
OS 1996 · 
OS 2000 · 
OS 2004 · 
OS 2008 · 
OS 2012 · 
OS 2016
1908 · 
1909 · 
1910 · 
1911 · 
1912 · 
1913 · 
1914 · 
1915 · 
1916 · 
1917 · 
1918 · 
1919 · 
1920 · 
1921 · 
1922 · 
1923 · 
1924 · 
1925 · 
1926 · 
1927 · 
1928 · 
1929 · 
1930 · 
1931 · 
1932 · 
1933 · 
1934 · 
1935 · 
1936 · 
1937 · 
1938 · 
1939 · 
1940 ·
1941 ·
1942 ·
1943 ·
1944  ·
1945 · 
1946 · 
1947 · 
1948 · 
1949 · 
1950 · 
1952 · 
1952 · 
1953 · 
1954 · 
1955 · 
1956 · 
1957 · 
1958 · 
1959 ·
1960 · 
1961 · 
1962 · 
1963 · 
1964 · 
1965 · 
1966 · 
1967 · 
1968 · 
1969 ·
1970 · 
1971 · 
1972 · 
1973 · 
1974 · 
1975 · 
1976 · 
1977 · 
1978 · 
1979 ·
1980 · 
1981 · 
1982 · 
1983 · 
1984 · 
1985 · 
1986 · 
1987 · 
1988 · 
1989 · 
1990 · 
1991 · 
1992 · 
1993 · 
1994 · 
1995 · 
1996 · 
1997 · 
1998 · 
1999 · 
2000 · 
2001 · 
2002 · 
2003 · 
2004 · 
2005 · 
2006 · 
2007 · 
2008 · 
2009 · 
2010 · 
2011 · 
2012 · 
2013 · 
2014 · 
2015 · 
2016 · 
2017 · 
2018 ·
2019 ·
2020 ·
2021
Albanië ·
Algerije ·
Argentinië ·
Armenië ·
Australië ·
Azerbeidzjan ·
Bahrein ·
Barbados ·
België ·
Bosnië en Herzegovina ·
Botswana ·
Brazilië ·
Bulgarije ·
Chili ·
China ·
Colombia ·
Costa Rica ·
Cuba ·
Cyprus ·
DDR ·
Denemarken ·
Duitsland ·
Ecuador ·
Egypte ·
Engeland ·
Estland ·
Faeröer ·
Finland ·
Frankrijk ·
Georgië ·
Griekenland ·
Hongarije ·
Ierland ·
IJsland ·
Iran ·
Israël ·
Italië ·
Ivoorkust ·
Jamaica ·
Japan ·
Joegoslavië ·
Jordanië ·
Kameroen ·
Kazachstan ·
Kosovo ·
Kroatië ·
Letland ·
Liechtenstein ·
Litouwen ·
Luxemburg ·
Maleisië ·
Malta ·
Mexico ·
Moldavië ·
Montenegro ·
Nederland ·
Nieuw-Zeeland ·
Nigeria ·
Noord-Ierland ·
Noord-Korea ·
Noord-Macedonië ·
Noorwegen ·
Oekraïne ·
Oezbekistan ·
Oman ·
Oostenrijk ·
Paraguay ·
Peru ·
Polen ·
Portugal ·
Qatar ·
Roemenië ·
Rusland ·
San Marino ·
Saoedi-Arabië ·
Schotland ·
Senegal ·
Servië ·
Singapore ·
Slovenië ·
Slowakije ·
Sovjet-Unie ·
Spanje ·
Syrië ·
Thailand ·
Trinidad en Tobago ·
Tsjechië ·
Tsjecho-Slowakije ·
Tunesië ·
Turkije ·
Uruguay ·
Venezuela ·
Verenigde Arabische Emiraten ·
Verenigde Staten ·
Verenigd Koninkrijk ·
Wales ·
Wit-Rusland ·
Zuid-Afrika ·
Zuid-Korea ·
Zwitserland
Brazilië (1958) ·
Duitsland (2006) ·
Duitsland (2018) ·
Engeland (2006) ·
Engeland (2012) ·
Engeland (2018) ·
Frankrijk (2012) ·
Griekenland (2008) ·
Ierland (2016) ·
Italië (2016) ·
Mexico (2018) ·
Oekraïne (2012) ·
Oekraïne (2021) ·
Paraguay (2006) ·
Polen (2021) ·
Rusland (2008) ·
Slowakije (2021) ·
Spanje (2008) ·
Spanje (2021) ·
Trinidad en Tobago (2006) ·
Zuid-Korea (2018) ·
Zwitserland (2018)